# Nemanuk
Nemanuk är en kulle i Mikronesiens federerade stater. Den ligger i kommunen Uman-Fonuweisom och delstaten Chuuk, i den västra delen av landet, 700 km väster om huvudstaden Palikir. Toppen på Nemanuk är 92 meter över havet.